# Conspectus Florae Angolensis
Conspectus Florae Angolensis (abreviado Consp. Fl. Angol.) es un libro con ilustraciones y descripciones botánicas que fue escrito por el  botánico portugués Luis Wittnich Carrisso y publicado en Lisboa en 4 volúmenes en los años 1937-1970.